# Křtěnov
Křtěnov là một làng thuộc huyện Blansko, vùng Jihomoravský, Cộng hòa Séc.